# Deller Consort
Il Deller Consort è stato un consort vocale e strumentale inglese specializzato nell'esecuzione di musica rinascimentale e barocca.

## Storia
Il gruppo venne fondato nel 1948 dal controtenore Alfred Deller allo scopo di riproporre il ricco patrimonio di musica rinascimentale inglese all'epoca pressoché sconosciuta al grande pubblico. L'ensemble ha eseguito il suo repertorio usando strumenti originali dell'epoca o loro copie fedeli e per le voci recuperando le vocalità del tempo in cui vennero composte le musiche.
Nel corso dei decenni hanno fatto parte dell'ensemble musicisti raffinati come Rogers Covey-Crump, Gerald English, Paul Elliott, Leigh Nixon, Dominique Visse, Lynne Dawson, Igor Kipnis, Patricia Clark, Grayston Burgess, Mary Thomas, Neil Jenkins e molti altri.  
Nel 1964 è entrato a far parte dell'ensemble Mark Deller, figlio di Alfred e anch'egli controtenore, che è poi diventato il direttore del gruppo alla morte del padre avvenuta nel 1979.  

## Discografia
Il complesso ha all'attivo oltre 200 incisioni fra originali e riedizioni pubblicate con diverse etichette discografiche fra le quali HMV, Decca, Archiv Produktion, Harmonia Mundi soltanto per citare le più importanti. Molte delle incisioni riguardano le opere di Henry Purcell e George Frideric Handel ma anche altri autori.